# Юніорська збірна України з хокею із шайбою
Юніорська збірна України з хокею із шайбою  — національна юніорська команда України, що представляє країну на міжнародних змаганнях з хокею із шайбою. Опікується командою Федерація хокею України, команда постійно бере участь у чемпіонаті світу з хокею із шайбою серед юніорських команд.

## Результати

### Чемпіонат Європи до 18 років
| - 1993 — 4 місце група С - 1994 — 4 місце група С - 1995 — 1 місце група С1 - 1996 — 1 місце група В - 1997 — 7 місце - 1998 — 8 місце |

### Чемпіонати світу з хокею із шайбою серед юніорських команд
- 1999 — 9 місце
- 2000 — 9 місце
- 2001 — 10 місце
- 2002 — 12 місце
- 2003 — 6 місце Дивізіон І Група В
- 2004 — 1 місце Дивізіон ІІ Група А
- 2005 — 3 місце Дивізіон І Група В
- 2006 — 5 місце Дивізіон І Група В
- 2007 — 5 місце Дивізіон І Група В
- 2008 — 5 місце Дивізіон І Група А
- 2009 — 6 місце Дивізіон І Група А
- 2010 — 2 місце Дивізіон ІІ Група В
- 2011 — 1 місце Дивізіон ІІ Група В
- 2012 — 4 місце Дивізіон І Група В
- 2013 — 5 місце Дивізіон І Група В
- 2014 — 5 місце Дивізіон І Група В
- 2015 — 4 місце Дивізіон І Група В
- 2016 — 3 місце Дивізіон І Група В
- 2017 — 5 місце Дивізіон І Група В
- 2018 — 1 місце Дивізіон І Група В
- 2019 — 6 місце Дивізіон І Група А
- 2022 — 2 місце Дивізіон І Група В
- 2023 — 5 місце Дивізіон І Група А
- 2024 — 2 місце Дивізіон І Група А
- 2025 — 2 місце Дивізіон І Група А